# Черкаський апеляційний суд
Черкаський апеляційний суд — загальний суд апеляційної (другої) інстанції, розташований у місті Черкасах, юрисдикція якого поширюється на Черкаську область.
Суд утворений 20 червня 2018 року на виконання Указу Президента «Про ліквідацію апеляційних судів та утворення апеляційних судів в апеляційних округах» від 29 грудня 2017 року, згідно з яким мають бути ліквідовані апеляційні суди та утворені нові суди в апеляційних округах.
Апеляційний суд Черкаської області здійснював правосуддя до початку роботи нового суду, що відбулося 26 липня 2019 року.
Вища рада правосуддя ухвалила перевести суддів до нового суду лише 18 липня 2019 року — найпізніше в ході реформи.

## Структура
Структура суду передбачає посади голови суду, його заступника, керівника апарату, його заступника, суддів, їх помічників, секретарів, судових розпорядників, інші відділи та сектори.
Суддівський корпус формує судові палати: у цивільних справах та кримінальних справах. З числа суддів, що входять до палати, обирається її секретар.

## Керівництво
Голова суду — Сіренко Юрій Володимирович
 Заступник голови суду — Бородійчук Володимир Георгійович
 Керівник апарату — Копитіна Тетяна Дмитріївна.